# Hochwang (bergstopp)
Hochwang är en bergstopp i Schweiz.   Den ligger i regionen Plessur och kantonen Graubünden, i den östra delen av landet, 170 km öster om huvudstaden Bern. Toppen på Hochwang är 2 533 meter över havet, eller 666 meter över den omgivande terrängen. Bredden vid basen är 7,0 km.
Terrängen runt Hochwang är huvudsakligen bergig, men den allra närmaste omgivningen är kuperad. Närmaste större samhälle är Chur, 8,1 km väster om Hochwang. 
Trakten runt Hochwang består i huvudsak av gräsmarker. Runt Hochwang är det glesbefolkat, med 17 invånare per kvadratkilometer.